# Gerd Hagman
Gerd Agnes Marianne Hagman, tidigare Gerda Agnes Marianne Hagman, född 4 juli 1919 i Maria Magdalena församling, Stockholm, död 30 november 2011 i Norrtälje-Malsta församling, Stockholms län, var en svensk skådespelare.

## Biografi
Gerd Hagman var dotter till kanslirådet C Vilhelm Hagman och Irma Richter. Hon var tvillingsyster till opera- och balettkritikern Bertil Hagman (1919–2008). Efter genomgånget läroverk följde språkstudier i Jena och Bordeaux samt utbildning i sång och piano. Hon gick Dramatens elevskola 1938–1941. Med denna teater spelade hon i Vår lilla stad (Rebecca 
Gibbs, på turné), Lyckliga dagar (på turné), Den lilla hovkonserten, Vi skiljas och Döbeln (Lisette von Stedingk). 
Bland Hagmans tidigare filmer kan nämnas Den blomstertid (som skärgårdslärarinna), Striden går vidare (sjuksyster), Hem från Babylon (Brita von Wendt), Man glömmer ingenting (Nora Segervind) och Rid i natt (Annika Persdotter). Hon fick Daniel Engdahlsstipendiet 1940. Hon tilldelades Stiller-statyetten 1958, då denna utmärkelse samtidigt även gavs till Ingmar Bergman. Under den senare delen av sin yrkesverksamma tid medverkade hon också i en del filmer och TV-serier, men var framför allt aktiv vid Stockholms stadsteater och Dramaten.
Gerd Hagman var 1942–1954 gift med advokaten Gunnar Ewerlöf, 1958–1960 med källarmästaren Knut Carlquist i Norrköping samt 1967–1970 med musikproducenten Frank Hedman.
Hagman var förespråkare för dödshjälp och var aktiv inom Föreningen rätten till en värdig död från 1974. Hon dog 2011 och är begravd på Norra begravningsplatsen i Stockholm.

## Filmografi i urval
- 1940 – Den blomstertid
- 1941 – Hem från Babylon
- 1941 – Striden går vidare
- 1942 – Man glömmer ingenting
- 1942 – Rid i natt!
- 1943 – Det brinner en eld
- 1947 – Det kom en gäst
- 1957 – Mamma tar semester
- 1959 – Brott i Paradiset
- 1973 – Mumindalen (TV-serie)
- 1974 – Vita nejlikan eller Den barmhärtige sybariten
- 1975 – Pojken med guldbyxorna (TV-serie)
- 1976 – En dåres försvarstal (TV-serie)
- 1976 – Hallo Baby
- 1977 – Tabu
- 1978 – Lucky Luke i bröderna Daltons hämnd (röst)

## Teater

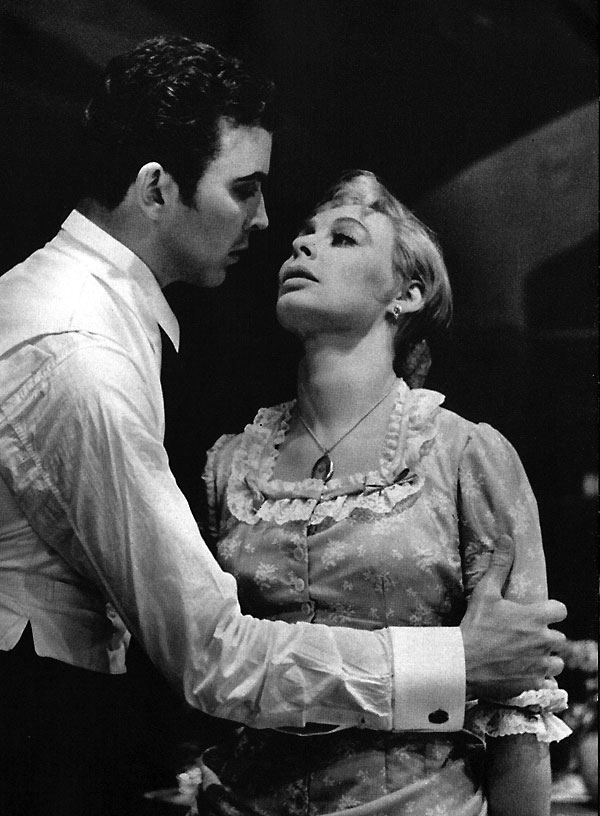
Ove Tjernberg och Gerd Hagman i en uppsättning av Fröken Julie för folkparkerna, 1955.

### Roller (ej komplett)
| År   | Roll                     | Produktion                                                                                               | Regi                                                   | Teater                                       |
| ---- | ------------------------ | --- | ------------------------------------------------------ | -------------------------------------------- |
| 1940 | Essie Carmichael         | Koppla av (You Can’t Take it with You) Moss Hart                                                         | Carlo Keil-Möller                                      | Dramaten                                     |
| 1940 | Hanne                    | Den lilla hovkonserten (Das kleine Hofkonzert) Toni Impekoven och Paul Verhoeven                         | Rune Carlsten                                          | Dramaten                                     |
| 1941 | Fru de Brionne           | Vi skiljas (Divorçons) Victorien Sardou och Émile de Najac                                               | Alf Sjöberg                                            | Dramaten                                     |
| 1943 | Salome                   | Salome Oscar Wilde                                                                                       | Per-Axel Branner                                       | Nya Teatern                                  |
| 1944 | Kersti                   | Kronbruden August Strindberg                                                                             | Olof Molander                                          | Dramaten                                     |
| 1946 | Doris                    | Doris Marcel Thiébaut                                                                                    | Martha Lundholm                                        | Vasateatern                                  |
| 1946 | Mary Meng                | Patrasket Hjalmar Bergman                                                                                | Anders Henriksson                                      | Vasateatern                                  |
| 1947 | Wilhelmina               | Röd i det blå (Plans for Tomorrow) Zoë Akins                                                             | Ernst Eklund                                           | Vasateatern                                  |
| 1947 | Billie Dawn              | Född i går (Born Yesterday) Garson Kanin                                                                 | Johan Falck                                            | Norrköping-Linköping stadsteater             |
| 1947 | Ester Engelstrand        | Den heliga familjen Rudolf Värnlund                                                                      | Gunnar Skoglund                                        | Norrköping-Linköping stadsteater             |
| 1948 | Karin Månsdotter         | Erik XIV August Strindberg                                                                               | Johan Falck                                            | Norrköping-Linköping stadsteater             |
| 1948 | Simone                   | De fyra små (Simone et la paix) Georges Roland                                                           | Hans Dahlin                                            | Norrköping-Linköping stadsteater             |
| 1948 | Afrodite                 | Dagar på ett moln (Dage paa en sky) Kjeld Abell                                                          | Johan Falck                                            | Norrköping-Linköping stadsteater             |
| 1948 | Billie Dawn              | Född i går (Born Yesterday) Garson Kanin                                                                 | Johan Falck                                            | Norrköping-Linköping stadsteater             |
| 1948 | Magda                    | Det orimliga Arvid Brenner                                                                               | Hans Dahlin                                            | Norrköping-Linköping stadsteater             |
| 1948 | Penelope                 | Strändernas svall Eyvind Johnson                                                                         | Johan Falck                                            | Norrköping-Linköping stadsteater             |
| 1949 | Janet Spence             | Det gåtfulla leendet (The Gioconda Smile) Aldous Huxley                                                  | Johan Falck                                            | Norrköping-Linköping stadsteater             |
| 1949 | Blanche DuBois           | Linje Lusta (A Streetcar Named Desire) Tennessee Williams                                                | Johan Falck                                            | Norrköping-Linköping stadsteater             |
| 1949 |                          | Tre cirklar Erik Müller                                                                                  | Johan Falck                                            | Norrköping-Linköping stadsteater             |
| 1949 |                          | Alltsedan paradiset (Ever Since Paradise) J.B. Priestley                                                 | Per Gerhard                                            | Norrköping-Linköping stadsteater             |
| 1950 | Flickan                  | U39 Rudolf Värnlund                                                                                      | Gunnar Skoglund                                        | Norrköping-Linköping stadsteater             |
| 1950 |                          | En vildfågel (La Sauvage) Jean Anouilh                                                                   | Johan Falck                                            | Norrköping-Linköping stadsteater             |
| 1950 | Lizzie                   | Den respektfulla skökan (La Putain respecteuse) Jean-Paul Sartre                                         | Pär-Edward Wahlgren                                    | Norrköping-Linköping stadsteater             |
| 1950 | Georgina Allerton        | Drömflickan (Dream Girl) Elmer Rice                                                                      | Knut Ström                                             | Göteborgs stadsteater, (gg) 13 oktober 1950  |
| 1951 | Cora, prostituerad       | Si, iskarlen kommer! (The Iceman Cometh) Eugene O'Neill                                                  | Stig Torsslow                                          | Göteborgs stadsteater, (gg) 9 februari 1951  |
| 1951 | Hilda Crane              | Det kommer ett skepp (Hilda Crane) Samson Raphaelson                                                     | Helge Wahlgren                                         | Göteborgs stadsteater, (gg) 24 november 1951 |
| 1952 | Helena                   | En midsommarnattsdröm (A Midsummer Night's Dream) William Shakespeare                                    | Knut Ström                                             | Göteborgs stadsteater, (gg) 8 februari 1952  |
| 1952 |                          | Dans under stjärnorna (L'Invitation au château) Jean Anouilh                                             | Helge Wahlgren                                         | Göteborgs stadsteater, (gg) hösten 1952      |
| 1953 | Andrejevna Ranevskaja    | Körsbärsträdgården (Вишнёвый сад, Visjnjovyj sad) Anton Tjechov                                          | Knut Ström                                             | Göteborgs stadsteater, (gg) 25 november 1953 |
| 1955 | Polly                    | Tolvskillingsoperan (Die Dreigroschenoper) Bertolt Brecht och Kurt Weill                                 | Knut Ström                                             | Göteborgs stadsteater                        |
| 1956 | Helen                    | Alltsedan paradiset (Ever Since Paradise) J.B. Priestley                                                 | Per-Axel Branner                                       | Nya Teatern                                  |
| 1957 | Phoebe Rice              | Glädjespridaren (The Entertainer) John Osborne                                                           | Per Gerhard                                            | Vasateatern                                  |
| 1958 | Iduna, cirkusprinsessa   | Oh, mein Papa! (Das Feuerwerk) Erik Charell, Jürg Amstein och Paul Burkhard                              | Albert Gaubier John Zacharias                          | Norrköping-Linköping stadsteater             |
| 1958 | La Langouste             | Clérambard Marcel Aymé                                                                                   | Gösta Folke                                            | Norrköping-Linköping stadsteater             |
| 1959 | Barbara                  | Thermopyle (Thermopylæ) H.C. Branner                                                                     | John Zacharias                                         | Norrköping-Linköping stadsteater             |
| 1960 | Hedda Gabler             | Hedda Gabler Henrik Ibsen                                                                                | Rune Carlsten                                          | Norrköping-Linköping stadsteater             |
| 1960 | Catherine Lefèbvre       | Napoleons tvätterska (Madame Sans-Gêne) Victorien Sardou och Émile Moreau                                | John Zacharias                                         | Norrköping-Linköping stadsteater             |
| 1960 | Lorna                    | Tuppen (Cock-a-Doodle Dandy) Seán O'Casey                                                                | Lars-Levi Læstadius                                    | Stockholms stadsteater                       |
| 1961 | Emilia                   | Othello William Shakespeare                                                                              | Birgit Cullberg                                        | Stockholms stadsteater                       |
| 1961 | Drottning Margareta      | Gustav Vasa August Strindberg                                                                            | Lars-Levi Læstadius                                    | Stockholms stadsteater                       |
| 1961 | Lysistrate               | Lysistrate (Λυσιστράτη, Lysistrátē) Aristofanes                                                          | Hans Dahlin                                            | Stockholms stadsteater                       |
| 1962 | Polischefen              | Sagoprinsen Vilhelm Moberg                                                                               | Carl Johan Ström                                       | Stockholms stadsteater                       |
| 1962 | Elmire, Orgons hustru    | Tartuffe (Le Tartuffe ou l'Imposteur) Molière                                                            | Lars-Levi Læstadius                                    | Stockholms stadsteater                       |
| 1963 | Guvernörens hustru       | Den kaukasiska kritcirkeln (Der kaukasische Kreidekreis) Bertolt Brecht                                  | Hans Dahlin                                            | Stockholms stadsteater                       |
| 1963 | Camilla Folmer-Bareen    | Besökstid Bosse Gustafson                                                                                | Ingrid Thulin                                          | Stockholms stadsteater                       |
| 1963 | Carina                   | Älskarinneleken Lennart Arno                                                                             | Göran Graffman                                         | Stockholms stadsteater                       |
| 1964 | Modern                   | Skärmarna (Les Paravents) Jean Genet                                                                     | Per Verner-Carlsson                                    | Stockholms stadsteater                       |
| 1964 | Christine, Ezras fru     | Klaga månde Elektra (Mourning Becomes Electra) Eugene O'Neill                                            | Olof Molander                                          | Stockholms stadsteater                       |
| 1964 | Fru Peachum              | Tolvskillingsoperan (Die Dreigroschenoper) Bertolt Brecht och Kurt Weill                                 | Hans Dahlin                                            | Stockholms stadsteater                       |
| 1965 | Medverkande              | O Sandro Key-Åberg                                                                                       | Claes von Rettig                                       | Stockholms stadsteater på Lilla Teatern      |
| 1965 | Medverkande              | 13 quinnor Sandro Key-Åberg, Sonja Åkesson, Robban Broberg, Björn Lindroth , Lars Löfgren och Carl Anton | Christian Lund                                         | Stockholms stadsteater                       |
| 1965 | Drottning Isabella       | Isabella (Isabella, tre caravelle e un cacciaballe) Dario Fo                                             | Frank Sundström                                        | Stockholms stadsteater                       |
| 1966 | Betty Dullfeet           | Arturo Ui (Der Aufhaltsame Augstiegs des Arturo Ui) Bertolt Brecht                                       | Peter Palitzsch                                        | Stockholms stadsteater                       |
| 1966 | Clotilde                 | Fruar på vift (Le Dindon) Georges Feydeau                                                                | Etienne Glaser                                         | Stockholms stadsteater                       |
| 1968 | Amman                    | Medea (Μήδεια, Mēdeia) Euripides                                                                         | Keve Hjelm                                             | Stockholms stadsteater                       |
| 1969 | Maria                    | Porgy and Bess George och Ira Gershwin                                                                   | Sten Lonnert                                           | Stockholms stadsteater                       |
| 1969 | Arkadina, skådespelerska | Måsen (Чайка, Tjajka) Anton Tjechov                                                                      | Otomar Krejča                                          | Stockholms stadsteater                       |
| 1969 | Yente                    | Spelman på taket (Fiddler on the Roof) Sheldon Harnick, Joseph Stein och Jerry Bock                      | Henny Mürer                                            | Stockholms stadsteater                       |
| 1970 | Annika                   | Minns du den stad Per Anders Fogelström                                                                  | Johan Bergenstråhle                                    | Stockholms stadsteater                       |
| 1971 | Bondhustrun              | Storklas och Lillklas Gustaf af Geijerstam                                                               | Lars Edström                                           | Stockholms stadsteater                       |
| 1971 | Hustrun                  | Den goda människan i Sezuan (Der gute Mensch von Sezuan) Bertolt Brecht                                  | Johan Bergenstråhle                                    | Stockholms stadsteater                       |
| 1971 | Rådinnan                 | De vilda svanarna (De vilde Svaner) H.C. Andersen                                                        | Fred Hjelm                                             | Stockholms stadsteater                       |
| 1972 | Gymnastikledarinna       | Harriet och Gunnar Johan Bergenstråhle och Lars Molin                                                    | Johan Bergenstråhle                                    | Stockholms stadsteater                       |
| 1973 | Goneril                  | Kung Lear (King Lear) William Shakespeare                                                                | Kalle Holmberg                                         | Stockholms stadsteater                       |
| 1973 | Majorskan                | Gösta Berlings saga Selma Lagerlöf                                                                       | Johan Bergenstråhle Marie-Louise De Geer Bergenstråhle | Stockholms stadsteater                       |
| 1974 | Asta                     | Jösses flickor, befrielsen är nära Suzanne Osten och Margareta Garpe                                     | Suzanne Osten                                          | Stockholms stadsteater                       |
| 1975 | Anna                     | Herr von Hancken Agneta Pleijel                                                                          | Johan Bergenstråhle                                    | Stockholms stadsteater                       |
| 1976 | Madame Duval             | Brevbäraren från Arles (Postbudet fra Arles) Ernst Bruun Olsen                                           | Lars Edström                                           | Stockholms stadsteater                       |
| 1977 | Libussa Kelein           | Slaget vid Lobositz (Die Schlacht bei Lobositz) Peter Hacks                                              | Friedo Solter                                          | Stockholms stadsteater                       |
| 1978 | Fonsia Dorsay            | Ett parti gin (The Gin Game) Donald L. Coburn                                                            | Stig Ossian Ericson                                    | Stockholms stadsteater                       |
| 1993 | Pelaren, röst            | Rummet och tiden (Die Zeit und das Zimmer) Botho Strauss                                                 | Ingmar Bergman                                         | Dramaten                                     |
| 2000 | Kokerskan                | Spöksonaten August Strindberg                                                                            | Ingmar Bergman                                         | Dramaten                                     |

## Priser och utmärkelser
- 1984 – Gösta Ekman-stipendiet
- 1987 – Litteris et Artibus